# Gerard Tebroke
Gerardus Franciscus (Gerard) Tebroke (Enschede, 9 november 1949 - Doetinchem, 19 maart 1995) was een Nederlandse langeafstandsloper. Hij was gedurende enkele tientallen jaren Nederlands recordhouder op de 5000 en de 10.000 m en nam eenmaal deel aan de Olympische Spelen.

## Loopbaan
Op achttienjarige leeftijd won Gerard Tebroke zijn eerste wedstrijd op gympies, de Loohuiscross in Aalten. In 1970 won hij zijn eerste nationale titel, op de 5000 m. Op 16 augustus 1980 liep Tebroke tijdens de internationale Meeting in het Zwitserse Zürich een Nederlands record op de 5000 m met een tijd van 13.21,68. Ook op de 10.000 m had hij het Nederlands record in handen. Op 29 augustus 1978 werd Tebroke zesde op de 10.000 m tijdens de Europese kampioenschappen in Praag (Tsjechië), in een tijd van 27.36,64. Met deze tijd verbeterde hij zijn eigen Nederlandse record. Inmiddels zijn beide records na respectievelijk 22 en 19 jaar overgenomen door Kamiel Maase.
Tebroke was een erg blessuregevoelige loper, waardoor hij de Olympische Spelen van 1972 en 1976 miste. In 1980 moest hij van het NOC de limiet halen. Tebroke was echter een loper die het best presteerde bij hogere temperaturen en had daardoor in de aanloop naar de Spelen grote moeite aan de limiet te voldoen. Uiteindelijk is het hem wel gelukt, maar hij had zich daarvoor dusdanig moeten forceren, dat hij in Moskou niet goed presteerde. In een tijd van 28.50,1 eindigde hij in de finale van de 10.000 m op een teleurstellende veertiende plaats.

## Overlijden en nagedachtenis
Gerard Tebroke was ook een dierenliefhebber. Zijn laatste levensjaren woonde hij op een boerderij aan de Rabelinkstraat in Silvolde. Tot zijn plotselinge dood was Tebroke trainer van de herengroep van AVA'70, de atletiekvereniging uit Aalten. Op 45-jarige leeftijd overleed hij aan de gevolgen van een hersenbloeding. Ter nagedachtenis aan Tebroke werd elk jaar de Gerard Tebroke Memorialloop georganiseerd in Aalten. Elk jaar lopen honderden hardlopers door de gezellige straten van Aalten, waaronder Dennis Licht, Frank Futselaar en Gert-Jan Wassink.
LINT-treinstel 37 van vervoersmaatschappij Syntus is vernoemd naar Gerard Tebroke. Auteur Hans de Beukelaer schreef over Gerard Tebroke het boek 'Tebroke, het leven van een onverzettelijke hardloper'.

## Anekdotes
- Als kind was hij zo stijf, dat hij van de leraar niet mee hoefde te doen met gym.
- Tijdens de Olympische Spelen van Moskou sliep hij in zijn trainingspak onder drie dekens, terwijl het buiten 35 graden was.

## Kampioenschappen

### Internationale kampioenschappen
| Onderdeel | Titel               | Jaar |
| --------- | ------------------- | ---- |
| 10.000 m  | Engels AAA-kampioen | 1976 |

### Nederlandse kampioenschappen
| Onderdeel | Jaar             |
| --------- | ---------------- |
| 5000 m    | 1970, 1975, 1976 |
| 10.000 m  | 1976             |

## Records

### Persoonlijke records
| Onderdeel    | Prestatie        | Datum             | Plaats    |
| ------------ | ---------------- | ----------------- | --------- |
| 3000 m       | 7.47,2           | 22 juni 1977      | Keulen    |
| 5000 m       | 13.21,68 (ex-NR) | 16 augustus 1978  | Zürich    |
| 10.000 m     | 27.36,64 (ex-NR) | 29 augustus 1978  | Praag     |
| 10 Eng. mijl | 45.48            | 7 oktober 1978    | Amsterdam |
| uurloop      | 20.550 m         | 23 september 1979 | Groningen |
| marathon     | 2:18.14          | 21 oktober 1979   | New York  |

### Nederlandse records
| Onderdeel | Prestatie | Datum            | Plaats |
| --------- | --------- | ---------------- | ------ |
| 5000 m    | 13.21,68  | 16 augustus 1978 | Zürich |
| 10.000 m  | 27.37,6   | 9 september 1977 | Londen |
|           | 27.36,64  | 29 augustus 1978 | Praag  |

## Palmares

### 5000 m
- 1970:  NK – 14.25,4
- 1975:  NK – 13.56,55
- 1976:  NK – 13.53,73
- 1977:  NK – 13.45,0

### 10.000 m
- 1974:  NK – 29.34,28
- 1975:  NK – 29.13,22
- 1976:  NK – 29.22,72
- 1976:  Engelse (AAA-)kamp. – 28.03,95
- 1977:  Europacup in Athene - 28.47,8
- 1978:  NK – 27.52,8
- 1978: 6e EK in Praag - 27.36,64 (NR)
- 1979: DNF NK
- 1980: 14e OS – 28.50,08

## Onderscheidingen
- KNAU-atleet van het jaar - 1978

- Biografisch Portaal: 60273771
- World Athletics: 14349094
- International Standard Name Identifier: 0000 0003 9315 4617
- Nederlandse Thesaurus van Auteursnamen: 215641183
- Virtual International Authority File: 287394302